# Здание Ольгинской женской гимназии (Ставрополь)
Здание Ольгинской женской гимназии в городе Ставрополе — памятник истории, объект культурного наследия регионального значения «Ольгинская женская гимназия, в которой учились О. Форш, Р. Иванова, В. Косенко и др». Здание в классическом стиле построено во второй половине XIX — начале XX веков. Главными фасадами выходит на красные линии проспекта Октябрьской Революции и Комсомольской улицы.
Расположено в Ленинском районе города, на проспекте Октябрьской Революции напротив Аллеи почётных жителей города Ставрополя. В здании объекта культурного наследия размещена коррекционная школа-интернат № 36 для слабослышащих детей.

## Исторические сведения

### Первая женская гимназия Ставрополя в доме мещанина Соннова
В 1872 году Ставропольское женское училище, образованное в 1870 году в результате слияния училища Святой Александры для дворянок и училища первого разряда для девушек из семей разночинцев и мещан, стараниями Я. М. Неверова получило статус гимназии.
Образовательное учреждение было размещено на Александрийской улице в доме, приобретённом у мещанина Н. Соннова (ныне дом по улице Советской, 6). К 1876 году в гимназии обучались порядка четырёхсот воспитанниц. Функционально и по численности контингента здание не подходило под размещение учебного заведения и требовало замены.

### Гимназия на улице Воронцовской
Для строительства нового гимназического здания городские власти приобрели неподалёку от Воронцовского парка (ныне Центральный парк культуры и отдыха города Ставрополя) земельный участок, принадлежавший Ставропольскому приказу общественного призрения. В бараках пересыльной тюрьмы, расположенных на участке, ранее содержали женщин, находящихся под следствием. Ставропольчане называли бараки «бабьим острогом».
Как было отмечено историком-краеведом Германом Беликовым в книге «Старый Ставрополь», великая княгиня Ольга Фёдоровна, супруга великого князя Михаила Николаевича, выделила на строительство гимназии 40 тысяч рублей. В 1876 году жители города Ставрополь-Кавказский ходатайствовали о присвоении гимназии имени великой княгини. Ходатайство было удовлетворено императорским указом в сентябре 1876 года.
Первый камень учебного заведения на улице Воронцовской был торжественно заложен 9 апреля 1877 года. Проектирование и контроль строительства двухэтажного здания в классическом стиле велось архитектором Соколовским (инициалы неизвестны). Были оборудованы лабораторные кабинеты, библиотека, буфет.
В 1879 году Ольгинская женская гимназия на Воронцовской начала функционировать. В 1884 году в здании на средства попечительского совета была сооружена домовая церковь с купольным завершением.
В начале XX века ставропольским архитектором Фёдором Константиновичем Прозоровским к зданию гимназии со стороны Воронцовской рощи был сделан двухэтажный пристрой. В 1905 году возведение исторической постройки было завершено.
В Ольгинской женской гимназии училась легендарная Римма Иванова — единственная женщина Российской империи, ставшая кавалером ордена Святого Георгия Победоносца 4-й степени.

### Здание в советский и постсоветский период
После Гражданской войны и установления в Ставропольской губернии советской власти в здании сначала была размещена воинская часть, затем музыкальное училище и политехническая школа второй ступени. В 1930-е годы была разобрана домовая церковь и демонтирован купол.
Во время Великой Отечественной войны, в период оккупации Ставрополя в августе 1942 — январе 1943 годов немецким командованием в строении был устроен дом терпимости. При отходе фашистов из города в январе 1943 года центральная часть здания была взорвана. При проведении капитального ремонта объёмный портик главного входа восстанавливать не стали, классическое решение было обозначено пилястрами в плоскости ризалита главного фасада.
В послевоенный период в двух крыльях здания были размещены женская и мужская общеобразовательные школы, которые были объединены после отмены раздельного обучения в 1950-х годах.
В 1983 году со стороны двора к зданию был сделан двухэтажный пристрой для санузлов.
Начиная с 1987 года, в здании объекта культурного наследия размещена специальная (коррекционная) общеобразовательная школа-интернат № 36 для слабослышащих детей.
В 1993 году со стороны парка к северному крылу здания был сделан трёхэтажный пристрой с подвальным помещением габаритами 34,4х20,6 метров для спортивного зала, столовой и учебных классов.

## Архитектурные особенности
Разновысокое здание П-образной формы со внутренним двориком выполнено в традициях русского классицизма:
- Симметричная фронтальная композиция западного фасада. Центральный ризалит с треугольным фронтоном и пилястрами с двух сторон раскрепован (визуально усилен) боковыми ризалитами.
- Пилястры с капителями и базами.
- Наличие профилированных тяг.
- Наличие лаконичного декоративного обрамления оконных проёмов.

Оконные проёмы первого этажа прямоугольные, второго с полуциркульным завершением.

## Статус наследия

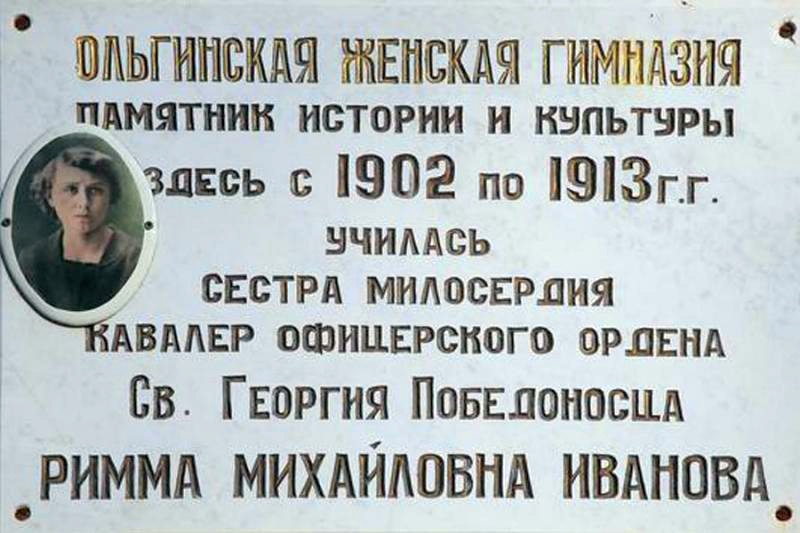
Мемориальная доска на здании бывшей Ольгинской женской гимназии.

1 ноября 1995 года постановлением главы администрации Ставропольского края № 600 «О дополнении списка памятников истории и культуры Ставропольского края, подлежащих государственной охране как памятников местного и республиканского значения» объект «Ольгинская женская гимназия, в которой учились О. Форш, Р. Иванова, В. Косенко и др.» получил статус памятника истории краевого значения и был поставлен на охрану.
28 апреля 2017 года приказом Министерства культуры Российской Федерации № 90121-р «О регистрации объекта культурного наследия регионального значения „Ольгинская женская гимназия, в которой учились О. Форш, Р. Иванова, В. Косенко и др.“, 2-я пол. ХIХ в. (Ставропольский край) в едином государственном реестре объектов культурного наследия (памятников истории и культуры) народов Российской Федерации» объект был зарегистрирован в ЕГРОКН.